# Kudekanye suidafrika
Kudekanye suidafrika là một loài bọ cánh cứng trong họ Cerambycidae.